# Gesellschaft der Bibliophilen
Die Gesellschaft der Bibliophilen e. V. wurde 1899 gegründet und ist damit die älteste deutsche Bibliophilievereinigung. Der Eintrag ins Vereinsregister der Stadt Weimar erfolgte 1905. Ziel ist, das Sammeln, Bewahren und Erhalten von Büchern zu fördern und eine lebendige Bibliophilie zu betreiben. Insbesondere soll auch jungen Bücherfreunden ein Verständnis für das gute und schöne Buch vermittelt werden. Die Aktivitäten konzentrieren sich zum einen auf Begegnung und Austausch der Mitglieder auf den jährlichen Tagungen an wechselnden Orten. Zum anderen ist die Gesellschaft Herausgeber für das traditionsreiche Jahrbuch IMPRIMATUR, das in regelmäßigen Abständen erscheint.

## Geschichte
Am 1. Januar 1899 gründete Fedor von Zobeltitz, Herausgeber der Zeitschrift für Bücherfreunde, u. a. zusammen mit Victor Ottmann (1869–1944), Eduard Heyck, Arthur Jellinek  (1851–1929), Georg Witkowski, Joseph Kürschner und Gotthilf Weisstein die Gesellschaft der Bibliophilen.
Ihre Ziele waren die Herausgabe anspruchsvoller Publikationen und das Informieren über Bibliophilie und Bibliographie. Als offizielles Organ der Gesellschaft fungierte zu Anfang die Zeitschrift für Bücherfreunde. Innerhalb des ersten Jahres gewann die Gesellschaft 378 Mitglieder. Ihre erste Veröffentlichung war ein Faksimiledruck einer Goethe-Handschrift von 1769, Die Mitschuldigen. Ihre zweite Veröffentlichung durch Victor Ottmann, Jakob Casanova von Seingalt, führte zu Streitigkeiten innerhalb des Vorstands und zum Ausscheiden Ottmanns. Die Publikation widersprach den Vorstellungen von Zobeltitz und Witkowski, die deutsche Literatur bevorzugten und Luxusausgaben sowie erotische Literatur ablehnten.
1901 hatte die Gesellschaft bereits 571 Mitglieder und veranstaltete ihre erste Jahresversammlung in Berlin. Drei Jahre später wurde auf Initiative Witkowskis die erste örtliche Vereinigung, der Leipziger Bibliophilen-Abend, gegründet. Zu diesem wie auch zum Berliner Bibliophilen-Abend (1905) hatten auch Nichtmitglieder Zutritt, was die Gesellschaft weiter stärkte. Zu gleicher Zeit (1904/05) wurde die Gesellschaft in Weimar als Verein eingetragen. Seit 1906 erschien das Jahrbuch der Gesellschaft der Bibliophilen alle zwei Jahre.
1909 wurde erstmals eine Veröffentlichung zur Kostendeckung auch über den Handel verkauft. Es handelte sich um das Nürnbergische Schönbartbuch nach einer Handschrift von 1566. Die beschlossene Höchstgrenze der Mitgliederzahl von 900 wurde im Jahr 1913 erreicht. Im Zuge des Ersten Weltkrieges kam es allerdings wieder zu einem Mitgliederschwund und die Jahresversammlungen 1915 und 1916 entfielen. Trotzdem lief die jährliche Publikationstätigkeit weiter und die zugelassene Mitgliederzahl wurde auf 1200 erhöht.
Die Generalversammlung in Frankfurt 1920 widmete sich gemeinsam mit der Maximilian-Gesellschaft und der Gesellschaft Hessischer Bücherfreunde dem Aufbau und der Ergänzung zerstörter Bibliotheken. Des Weiteren musste Anfang der 20er Jahre eine Beitragserhöhung und eine zusätzliche Notsteuer erhoben werden. Zum 25-jährigen Jubiläum 1924 normalisierten sich die Verhältnisse wieder etwas, dennoch kam es 1931 infolge der Weltwirtschaftskrise zu einer Austrittswelle von 352 Mitgliedern. Das vorerst letzte Jahrbuch der Gesellschaft, die 18. Ausgabe, erschien 1927.
Zur Jahresversammlung 1932 hielt der Frankfurter Antiquar Moriz Sondheim (1860–1944) die wegweisende Rede „Bibliophilie“. Im darauf folgenden Jahr zeigte der Machtwechsel in Deutschland auch Auswirkungen auf die Vorstandsstruktur der Gesellschaft. Der systemkonforme Lothar Freiherr von Biedermann (1898–1945) wurde neuer Sekretär, der „Leipziger Bibliophilen-Abend“ wurde aufgelöst, die Jahresversammlung entfiel und 165 Mitglieder traten aus. Am 28. September 1933 wurde die Gesellschaft mit dem Reichskulturkammer-Gesetz zur Dachgesellschaft aller bibliophilen Gesellschaften in Deutschland und Mitglied der Reichsschrifttumskammer.
Am 10. Februar 1934 starb Fedor von Zobeltitz. Sein Nachfolger wurde der Dichter Börries Freiherr von Münchhausen. Es kam zu einer Anpassung der Satzung an die politischen Leitlinien und die Funktion als Dachgesellschaft. Zwei Jahre später hatte sich die Mitgliederzahl der Gesellschaft auf 482 reduziert und sank 1937 weiter auf 443 Mitglieder.
Nach der Verordnung vom 12. November 1938 wurden „nicht-arische“ Mitglieder ausgeschlossen. Im Jahr darauf verlor die Gesellschaft ihre Funktion als Dachverband wieder und musste wie andere Vereinigungen eine unmittelbare Mitgliedschaft zur Reichsschrifttumskammer erwerben. 1940 wurde die „Fachschaft Bibliophile Vereine“ gegründet, deren Leiter Paul Hampf, der Vorsitzende der „Maximilian-Gesellschaft“, wurde. Als neuer Präsident der Gesellschaft der Bibliophilen fungierte seit 1941 der systemtreue Baldur von Schirach.
Während des Zweiten Weltkrieges beschränkte sich die Tätigkeit der Gesellschaft auf wenige kleine Veröffentlichungen. Erst am 10. Juni 1947 kam es zu einer Wiederaufnahme der Vereinstätigkeit und der Neugründung der Gesellschaft in Hamburg durch Ernst Volkmann und R. Johannes Meyer. Die Aktivitäten konzentrierten sich auf die westlichen Besatzungszonen, Präsident wurde der Dichter Rudolf Alexander Schröder.
Seit dem 1. Juli 1957 hat die Gesellschaft ihren juristischen Sitz in Frankfurt am Main, ihren Verlagsort und ihre Residenz allerdings in München. 1958 fand vom 29. Mai bis zum 1. Juni der Internationale Bibliophilen-Kongress in München statt mit insgesamt 300 Teilnehmern aus der Bundesrepublik, der Schweiz, Frankreich, Belgien und Schweden. In der Folge entstand eine kleine Dachgesellschaft, die „Internationale Bibliophilen-Gesellschaft“.
1999 feierte die Gesellschaft ihr 100-jähriges Jubiläum in Weimar. Seit der Jahresversammlung 2002 in Emden war der Buchwissenschaftler Reinhard Wittmann der 1. Vorsitzende der Gesellschaft, sein Vertreter ist Onno Fenders. 2015 übernahm die Kunsthistorikerin Annette Ludwig, seit 2010 Direktorin des Gutenberg-Museums Mainz, den Vorsitz.

## Veröffentlichungen

### Zeitschrift für Bücherfreunde

Erstausgabe der Zeitschrift für Bücherfreunde vom April 1897. Titelblattgestaltung: Joseph Sattler

Zu Beginn des Bestehens der Gesellschaft war das offizielle Organ die „Zeitschrift für Bücherfreunde“, die von Fedor von Zobeltitz herausgegeben wurde und ein Beiblatt enthielt. Im Jahr 1908 wurden Carl Schüddekopf (1861–1917) und Georg Witkowski Redakteure der Zeitschrift in Nachfolge von Zobeltitz. Die Zeitschrift wurde nun nicht mehr bei Velhagen & Klasing verlegt, sondern bei Johannes Baensch-Drugulin mit der Zusage von Zuschüssen, da sie kaum Gewinn brachte. Ebenso wurde die Gratislieferung des Beiblattes eingestellt.
Am 1. April 1915 wurde die Zeitschrift von Gustav Kirstein (1870–1934) aus dem Kunstverlag E. A. Seemann übernommen. 1929 wurde die vorwiegend literarisch gewordene „Zeitschrift für Bücherfreunde“ reformiert, die Rezensionen wurden reduziert und ein aktuelleres Beiblatt, die „Bibliophilen-Wandelhalle“, wurde beigefügt. Witkowski und Kirstein mussten 1933 ihre Tätigkeiten für die Zeitschrift einstellen und 1936 wurde sie zugunsten des Jahrbuchs „IMPRIMATUR“ aufgegeben.

### IMPRIMATUR
Das 1930 von der „Gesellschaft der Bücherfreunde zu Hamburg“ begründete Jahrbuch „IMPRIMATUR“ wurde von der Gesellschaft der Bibliophilen angekauft. Nachdem 1936 die „Zeitschrift für Bücherfreunde“ aufgegeben und stattdessen das Verlagsrecht für „IMPRIMATUR“ übernommen worden war, avancierte das Jahrbuch zur wichtigsten Eigenpublikation der Gesellschaft.
1954/55 erschien der letzte „IMPRIMATUR“-Band der alten Folge. Drei Jahre später 1958 kam der erste Band der neuen Folge heraus, dessen Aufsätze den Schwerpunkt auf die venezianische Buchkultur im 15. und 16. Jahrhundert legten.
Nachdem der bisherige Herausgeber von „IMPRIMATUR“, Siegfried Buchenau, 1964 gestorben war, übernahmen Konrad F. Bauer (nur für Band V, 1967), Bertold Hack und Heinz Sarkowski die Nachfolge. Bibliographische Interessen und rein kunsthistorische Fragen traten nun gegenüber Anregungen für Sammler in den Hintergrund.
Seit 2003 erscheint das Jahrbuch wieder in zweijährlichem Rhythmus, neue Herausgeberin ist Ute Schneider. Die Beiträge befassen sich in großer Spannweite mit allen Sammelgebieten von Inkunabeln bis hin zu aktuellen Tendenzen im Bereich der Buchgestaltung.

### Wandelhalle der Bücherfreunde
Die „Wandelhalle“ entwickelte sich aus einem dem Jahrbuch der Gesellschaft beigegebenen Beiblatt mit gesonderten Nachrichten, Such-, Tausch- und Verkaufsanzeigen. Dieses Beiblatt erhielten die Mitglieder der Gesellschaft seit 1901 kostenlos. 1929 wurde der „Zeitschrift für Bücherfreunde“ ein aktuelleres Beiblatt, die „Bibliophilen-Wandelhalle“, beigefügt. Ab 1932 wurde dieses Beiblatt „Wandelhalle der Bücherfreunde“ genannt. Nach Aufgabe der „Zeitschrift für Bücherfreunde“ wurde das Nachrichtenblatt eigenständig weitergeführt und erschien 1937 achtmal jährlich.
1956 wurde der Titel für ein viermal jährlich erscheinendes Rundschreiben übernommen. Bis 1978 wurde es vom Sekretär Rudolf Adolph geführt und enthielt neben kleinen Aufsätzen und Tagungsberichten auch zahlreiche Nachrichten und Buchbesprechungen. Drei Jahre später erschien eine neue Folge der „Wandelhalle der Bücherfreunde“.
Mittlerweile erscheint das Mitteilungs- und Nachrichtenblatt zweimal jährlich und enthält Berichte über die Aktivitäten der Gesellschaft, anderer bibliophiler Vereinigungen und aktuelle Informationen für Sammler.